# Organización Nacional Unida de Sabah
La Organización Nacional Unida de Sabah (en malayo: Pertubuhan Kebangsaan Sabah Bersatu) conocida simplemente como USNO por sus siglas en inglés, fue un partido político regional malayo del estado de Sabah. El partido fue fundado por Mustapha Harun, el tercer ministro principal de Sabah. El partido llegó al poder después de ganar las elecciones estatales de 1967. USNO permaneció en el poder hasta 1975 bajo el liderazgo de Tun Mustapha, y hasta 1976 bajo el liderazgo de Mohammad Said bin Keruak.
Antes de la formación de Malasia el 16 de septiembre de 1963, USNO jugó un papel importante en la cooperación con UPKO (Organización Unida Pasokmomogun Kadazandusun Murut), dirigida por Tun Fuad Stephens, y la Federación Malaya, en la obtención de la independencia de Gran Bretaña.
En 1975, el secretario general de USNO, Harris Salleh, abandonó el partido y se asoció con UPKO para crear un nuevo partido llamado BERJAYA. Este nuevo partido derrotó a USNO en las elecciones estatales de 1976 y formó gobierno hasta 1985. La USNO siguió participando consistentemente en las elecciones estatales de 1981, 1985, 1986 y 1990, obteniendo buenos resultados, pero nunca lo suficiente como para volver a formar gobierno.
En 1996, la USNO perdió su registro como partido político. Seis de sus legisladores se unieron a la seccional de Sabah de la Organización Nacional de los Malayos Unidos (UMNO) mientras que el resto se unió al opositor Parti Bersatu Sabah.

## Resultados electorales
|  | 1.33 % |

|  | 0.31 % |

|  | 1.50 % |

|  | 0.81 % |

|  | 0.58 % |

|  | 0.86 % |